# Italia en los Juegos Paralímpicos de Tel Aviv 1968
Italia estuvo representada en los Juegos Paralímpicos de Tel Aviv 1968 por un total de 38 deportistas, 33 hombres y cinco mujeres.

## Medallistas
El equipo paralímpico italiano obtuvo las siguientes medallas:
| Nombre                                                                       | Deporte                    | Evento                                        |
| ---------------------------------------------------------------------------- | -------------------------- | --------------------------------------------- |
| Oro                                                                          |                            |                                               |
| Irene Monaco                                                                 | Atletismo                  | Disco D femenino                              |
| Roberto Marson                                                               | Atletismo                  | Maza D masculino                              |
| Benincasa                                                                    | Atletismo                  | Peso C masculino                              |
| Roberto Marson                                                               | Atletismo                  | Disco D masculino                             |
| Roberto Marson                                                               | Atletismo                  | Jabalina D masculino                          |
| Roberto Marson                                                               | Esgrima en silla de ruedas | Florete individual masculino                  |
| Roberto Marson                                                               | Esgrima en silla de ruedas | Espada individual masculino                   |
| Roberto Marson                                                               | Esgrima en silla de ruedas | Sable individual masculino                    |
| Giovanni Ferraris Vittorio Loi Roberto Marson Franco Rossi Germano Zanarotto | Esgrima en silla de ruedas | Florete por equipos masculino                 |
| Roberto Marson                                                               | Natación                   | 50 m braza clase 5 (cauda equina) masculino   |
| Roberto Marson                                                               | Natación                   | 50 m espalda clase 5 (cauda equina) masculino |
| Roberto Marson                                                               | Natación                   | 50 m libre clase 5 (cauda equina) masculino   |
| Plata                                                                        |                            |                                               |
| Silvana Martino                                                              | Atletismo                  | Jabalina de precisión clase abierta femenino  |
| Elena Monaco                                                                 | Atletismo                  | Pentatlón completo femenino                   |
| Germano Pecchenino                                                           | Atletismo                  | Jabalina C masculino                          |
| Germano Pecchenino                                                           | Atletismo                  | Maza C masculino                              |
| Elena Monaco                                                                 | Esgrima en silla de ruedas | Florete individual femenino                   |
| Vittorio Loi                                                                 | Esgrima en silla de ruedas | Florete individual masculino                  |
| Vittorio Loi                                                                 | Esgrima en silla de ruedas | Espada individual masculino                   |
| Vittorio Loi Roberto Marson Franco Rossi                                     | Esgrima en silla de ruedas | Espada por equipos masculino                  |
| Giovanni Ferraris Roberto Marson Germano Zanarotto                           | Esgrima en silla de ruedas | Sable por equipos masculino                   |
| Francesco Deiana                                                             | Natación                   | 25 m braza completa clase 2 masculino         |
| Bronce                                                                       |                            |                                               |
| Gabriella Monaco                                                             | Atletismo                  | Maza B femenino                               |
| Antonio Arizzi                                                               | Atletismo                  | Disco A masculino                             |
| Antonio Arizzi                                                               | Atletismo                  | Maza A masculino                              |
| Emilio Porto                                                                 | Atletismo                  | Maza C masculino                              |
| Roberto Marson                                                               | Atletismo                  | Peso D masculino                              |
| Raimondo Longhi Gambatesa                                                    | Bolos sobre hierba         | Dobles masculino                              |
| Francesco Deiana Raimondo Longhi                                             | Dartchery                  | Dobles clase abierta mixto                    |
| Giuliano Koten                                                               | Esgrima en silla de ruedas | Florete individual masculino                  |
| Elena Monaco Gabriella Monaco Irene Monaco                                   | Esgrima en silla de ruedas | Florete por equipos femenino                  |
| Aroldo Ruschioni                                                             | Snooker                    | Clase abierta masculino                       |
| Giovanni Ferraris                                                            | Tenis de mesa              | Individual B masculino                        |
| Giovanni Berghella                                                           | Tenis de mesa              | Individual C masculino                        |
| Giovanni Ferraris Federico Zarilli                                           | Tenis de mesa              | Dobles B masculino                            |
| Giovanni Berghella Aroldo Ruschioni                                          | Tenis de mesa              | Dobles C masculino                            |
| Elena Monaco Gabriella Monaco                                                | Tenis de mesa              | Dobles B femenino                             |
| Rosaria La Corte Irene Monaco                                                | Tenis de mesa              | Dobles C femenino                             |
| Giuliano Koten                                                               | Tiro con arco              | Ronda Columbia clase abierta masculino        |